# Meromacrus brunneus
Meromacrus brunneus är en tvåvingeart som beskrevs av Hull 1942. Meromacrus brunneus ingår i släktet Meromacrus och familjen blomflugor.
Artens utbredningsområde är Guyana. Inga underarter finns listade i Catalogue of Life.